# دستنامه

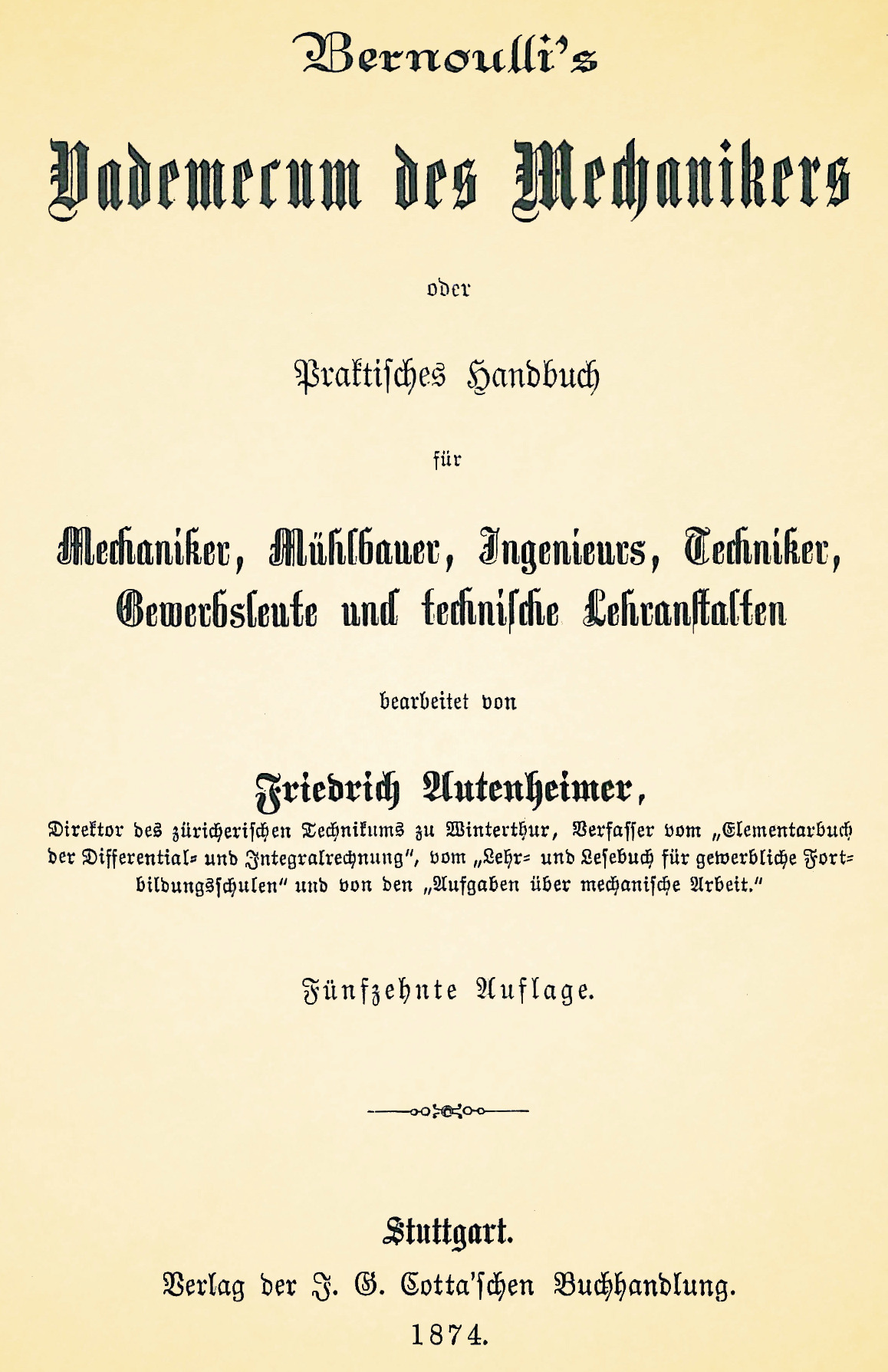
یک هندبوک متعلق به سال ۱۸۷۴

دستنامه، دستینه یا هندبوک (به انگلیسی: Handbook) نوعی کتاب مرجع/ راهنما یا مجموعه‌ای از دستورالعمل‌ها حاوی اطلاعات است، که به درد مراجعه سریع می‌خورد. دستنامه‌ها معمولاً به گونه‌ای سازمان داده‌می‌شود تا بتوان از آن‌ها به عنوان مرجعی سریع استفاده کرد. دستنامه‌ها از منابع مراجع تخصصی در مورد یک موضوع یا دانش خاص می‌باشند و اطلاعات مورد نیاز برای شناخت دامنه یک موضوع را در دسترس قرار می‌دهد.
دلیل اصلی تهیه اغلب دستنامه‌ها همان گسترده بودن و اختصار آن‌ها است تا مراجعه‌کننده به کتاب بتواند یک نمای کلی از موضوع مورد نظر کتاب و همچنین اطلاعات بنیادین و کافی در زمینه‌های مختلف بحث مورد نظر در دسترس داشته‌باشند. گاهی به همین دلیل گسترده بودن و اختصار در شرح مطالب، دستنامه‌ها به نام‌های کتاب همراه (vade mecum به لاتین و به معنی «با من برو»)، یا راهنمای جیبی (به انگلیسی: pocket reference) نیز شناخته‌می‌شوند.